# Trní (Sobotka)
Trní je malá vesnice, část města Sobotka v okrese Jičín. Nachází se asi 2,5 km na jihozápad od Sobotky. V roce 2015 zde bylo evidováno 22 adres. V roce 2001 zde trvale žilo 14 obyvatel.
Trní leží v katastrálním území Kdanice o výměře 3,91 km2.